# José Luis Boffi
José Luis Boffi (Villa Luro, Argentina, 9 de abril de 1897 - Buenos Aires, 23 de marzo de 1981) fue un entrenador y futbolista argentino. Surgido en el Club Atlético Vélez Sarsfield,  de destacada actuación como  “centrohas” en la era amateur del Fútbol  Argentino desde  1917. Además, se ha convertido en el primer Jugador  del “Fortín”, en ser convocado por la Selección Argentina en 1921. Asimismo, es el segundo entrenador de Vélez Sarsfield, al frente del primer equipo entre 1932 y 1939, en 274 encuentros de la era profesional.

## Historia
José Luis Boffi  debutó en Vélez Sarsfield en 1917,  en la segunda categoría del fútbol amateur.  Integrante de “ La Muralla”, conocida defensa de la época  entre 1917 y 1919, se desempeñaba  junto a  Acacio Caballero, Atilio Bameri, Miguiel Fontana y Juan Fontana. De fuerte personalidad y carácter, gran parte como capitán del equipo, donde en varias oportunidades fue expulsado del partido y se negaba a retirarse, protagonizando infinidad de grescas y peleas. 
Parte del plantel que inicia la militancia en  la primera división,  en el  Campeonato de Primera División 1919 de la Asociación Amateurs de Football,  obteniendo el subcampeonato y siendo la mejor defensa con sólo 8 goles recibidos.  Específicamente,  el 12 de octubre debuta, ya iniciado el torneo en la tercera fecha, ante Independiente con una victoria por 2:1 con dos goles de Martín Salvarredi. 
Su primer gol lo convirtió  en el viejo “Gasómetro” en 1919 y el último en 1926 en la cancha de Villa Luro ante Sportivo Palermo.  
En 1921 fue convocado por la Selección Argentina para disputar un encuentro ante la Selección de Chile  en Viña del Mar, ganando la “albiceleste” por 4-1. De tal manera, fue en el primer jugador de Vélez Sarsfield en defender la escuadra nacional de fútbol.
Jugó en la primera hasta 1926; 10 años vistiendo los colores del “Fortín”, convirtiendo 11 tantos y disputando 174 encuentros en primera división. Posteriormente continuó su carrera en el Everton de Chile, entre los años 1927 y 1931.
En 1932 retorna a Vélez Sarsfield, pero como director técnico hasta 1940, donde estuvo dirigiendo por 274 partidos y convirtiéndose en el 2° entrenador en presencias en la historia del club.